# Katherine Hadford

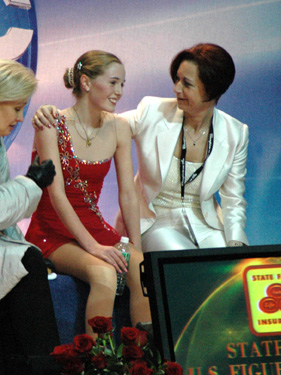
Katherine Hadford korábbi edzőjével, Priscilla Hill-lel

Katherine "Kati" Hadford (Vienna, Virginia, 1989. július 24. –) magyar-amerikai kettős állampolgár műkorcsolyázó. Kétszeres magyar bajnoki ezüstérmes (2008, 2010), és háromszoros bronzérmes (2006, 2007, 2009). Tökéletesen beszél magyarul és angolul.

## Magánélet
1989. július 24-én született a Virginia állambeli Vienna városában. Édesanyja magyar bevándorló, akinek szülei, Szele György és Széchényi Kornélia a kommunizmus elől menekültek az Egyesült Államokba az 1950-es évek végén. 17 éves korában tért haza, Magyarországra, ahol a magyar műkorcsolya válogatottban kezdett korcsolyázni. 2007-től nemzetközi szinten a magyar válogatottat erősíti.